# Prohierodula nigrispinis
Prohierodula nigrispinis är en bönsyrseart som beskrevs av Roger Roy 1967. Prohierodula nigrispinis ingår i släktet Prohierodula och familjen Mantidae. Inga underarter finns listade i Catalogue of Life.